# Cristóbal Adán de Urriola
Cristóbal Adán de Urriola (Arraiján, 1892 - 1961) fue un educador y matemático panameño.

## Biografía
Realizó sus estudios primarios con los Hermanos Cristianos y sus estudios secundarios en el Instituto Nacional de Panamá. Se graduó en 1913 como uno de los primeros profesores formados en la época republicana panameña y en 1917 se graduó como uno de los cinco primeros profesores especializados en matemáticas, bajo la instrucción del docente alemán Eugene Lutz.
Fue profesor de matemáticas en el Instituto Nacional por treinta años. Como docente publicó varios libros de texto enfocados en matemáticas y que fueron adaptados en la educación primaria y secundaria en Panamá.
Posteriormente fungió como secretario de la Secretaría de Instrucción Pública (1941) y luego Ministro de Educación encargado (1951). Además fue gerente del Banco de Urbanización y Rehabilitación y director de la Caja de Seguro Social.
Póstumamente se le nombró al principal colegio secundario del distrito de Arraiján, fundado el 27 de enero de 1971.

## Obras
- Sobre la división de quebrados (1917)
- Elementos de aritmética (1921)
- Primero y segundo año de álgebra (1922)
- Problemas de mezclas (1923)